# 皮夫尼夫卡
49°26′17″N 39°52′8″E / 49.43806°N 39.86889°E
皮夫尼夫卡（烏克蘭語：Півнівка）是位於烏克蘭東部的村莊，由盧甘斯克州舊比利斯克區的米洛韋市鎮負責管轄。該村始建於1705年，面積6.82平方公里，海拔高度95米，2001年人口426，人口密度每平方公里62.5人。